# L'Art de se débrouiller
Pour plus de détails, voir Fiche technique et Distribution.
L'Art de se débrouiller (titre original : L'arte di arrangiarsi) est un film italien réalisé par Luigi Zampa en 1954.

## Synopsis
Rosario Scimoni, dit « Sasa » pour les amis, a fait de l'art de se débrouiller une manière de vivre : pour amour d'une femme, il devient socialiste, mais se découvre fasciste quand Mussolini prend le pouvoir et communiste à l'arrivée des Américains à la fin de la Seconde Guerre mondiale. Finalement, aux élections de 1948, il se retrouve démocrate-chrétien pour toutefois finir en prison...

## Fiche technique
- Titre : L'Art de se débrouiller
- Titre original : L'arte di arrangiarsi
- Pays :  Italie
- Réalisateur : Luigi Zampa
- Scénaristes : Vitaliano Brancati, Luigi Zampa
- Montage : Eraldo Da Roma
- Durée : 95 minutes
- Date de sortie : 29 décembre 1954 (it)
- Genre : Comédie

## Distribution
- Alberto Sordi : Rosario 'Sasà' Scimoni
- Franco Coop
- Marco Guglielmi : L'avocat Giardini
- Elena Gini : Mariuccia Giardini
- Elli Parvo : Emma, la femme du maire
- Luisa Della Noce : Paola Toscano
- Armenia Balducci : Lilli Di Angelis
- Maria Virginia Onorato : L'enfant